# شريف خليل
شريف خلـيل هو لاعب كرة الماء مصري، ولد في 18 أغسطس 1982.

## وصلات خارجية
- شريف خلـيل على موقع أوليمبيديا (الإنجليزية)